# Edinburg, Virginia
Edinburg är en liten stad (town) i Shenandoah County i den amerikanska delstaten Virginia med en yta av 1,9 km² och en folkmängd, som uppgår till 813 invånare (2000). Edinburg grundades år 1852.

## Kända personer från Edinburg
- Harrison H. Riddleberger, framstående politiker i Readjuster Party, senator